# Funky Horror Band
Funky Horror Band est un jeu vidéo de rôle sorti en 1991 et fonctionne sur Mega-CD. Le jeu a été édité par Sega.
La musique du jeu a été composée par Nobuyuki Shimizu, qui a également travaillé sur les jeux de la série LocoRoco.